# Тольяттинская соборная мечеть
Тольяттинская соборная мечеть имени Диниулова Хариса Хайдаровича расположена в Центральном районе города на улице Ларина.

## История
Территория под строительство Тольяттинской соборной мечети была выделена администрацией города в 1993 году в частном секторе Центрального района Тольятти. Строительство мечети началось в 1994 году, а в 1996 году была завершена постройка её первой очереди. Основным вдохновителем возведения мечети являлся председатель совета старейшин Диниулов Харис Хайдарович, в честь которого была названа мечеть, и члены его семьи. Торжественное открытие первой очереди соборной мечети произошло в феврале 1997 года.
20 октября 2003 года была заложена вторая очередь мечети, поскольку построенное здание не вмещало всех посетителей во время мусульманских праздников. Новое здание было построено двухэтажным с минаретами высотой 38 м. Оно рассчитано на 300 посетителей. Молельные залы расположены на первом и подвальном этажах, на втором этаже находятся помещение для женщин, учебные классы и комнаты для омовения.
На открытии второй очереди мечети, состоявшимся 10 декабря 2007 года, присутствовали муфтий мусульман России Талгат Таджуддин, муфтий Самарской области Вагис Хадрад, руководитель Центрального района Тольятти Сергей Крымцев, а также простые тольяттинцы и гости из соседних регионов и стран.
Имам-мухтасиб мечети — Гумеров Ислам Минсалихович.